# Луї Бікертон
Луї Бікертон (англ. Louie Bickerton; 11 серпня 1902 — 6 червня 1998) — колишня австралійська тенісистка.
Перемагала на турнірах Великого шолома в змішаному парному розряді.

## Фінали турнірів Великого шолома

### Одиночний розряд (1 поразка)
| Результат | Рік  | Турнір              | Покриття | Суперниця     | Рахунок       |
| --------- | ---- | ------------------- | -------- | ------------- | ------------- |
| Поразка   | 1929 | Чемпіонат Австралії | Трава    | Дафне Акгерст | 1–6, 7–5, 2–6 |

### Парний розряд (3–1)
| Результат | Рік  | Турнір              | Покриття | Партнерка        | Суперниці                            | Рахунок       |
| --------- | ---- | ------------------- | -------- | ---------------- | ------------------------------------ | ------------- |
| Перемога  | 1927 | Чемпіонат Австралії | Трава    | Мерил О'Гара Вуд | Есна Бойд Сільвія Ланс-Гарпер        | 6–3, 6–3      |
| Перемога  | 1929 | Чемпіонат Австралії | Трава    | Дафне Акгерст    | Сільвія Ланс-Гарпер Мерил О'Гара Вуд | 6–2, 3–6, 6–2 |
| Перемога  | 1931 | Чемпіонат Австралії | Трава    | Дафне Акгерст    | Нелл Ллойд Лорна Атц                 | 6–0, 6–4      |
| Поразка   | 1935 | Чемпіонат Австралії | Трава    | Нелл Гопман      | Евелін Дірман Ненсі Лайл             | 3–6, 4–6      |

## Часова шкала турнірів Великого шлему в одиночному розряді
| W | Ф | ПФ | ЧФ | #Р | КТ | К# | DNQ | A | NH |

| Турнір               | 1925  | 1926  | 1927  | 1928  | 1929  | 1930  | 1931  | 1932  | 1933  | 1934  | 1935  | Career SR |
| -------------------- | ----- | ----- | ----- | ----- | ----- | ----- | ----- | ----- | ----- | ----- | ----- | --------- |
| Чемпіонат Австралії  | 2р    |       | ПФ    | ПФ    | Ф     | ПФ    | ЧФ    |       |       | ПФ    | ЧФ    | 0 / 8     |
| Чемпіонат Франції    |       |       |       | 3р    |       |       |       |       |       |       |       | 0 / 1     |
| Вімблдонський турнір |       |       |       | 2р    |       |       |       |       |       |       |       | 0 / 1     |
| Чемпіонат США        |       |       |       |       |       |       |       |       |       |       |       | 0 / 0     |
| SR                   | 0 / 1 | 0 / 0 | 0 / 1 | 0 / 3 | 0 / 1 | 0 / 1 | 0 / 1 | 0 / 0 | 0 / 0 | 0 / 1 | 0 / 1 | 0 / 10    |